# Ligasystemet i dansk håndbold
Ligasystemet i dansk håndbold består af to pyramidiske systemer af ligaer med indbyrdes op- og nedrykning – ét for mænd og ét for kvinder. Rækkerne i de øverste fire niveauer af systemet udskrives af Dansk Håndbold, mens de øvrige rækker arrangeres af de tre regionale forbund, Jysk Håndbold Forbund, Fyns Håndbold Forbund og Håndbold Region Øst. 
Vinderen af slutspillet i turneringens øverste række, HåndboldLigaen, kåres til Danmarksmester i håndbold.
Som konsekvens af spredningen og frygten for COVID-19, meddelte Dansk Håndbold den 11. marts 2020, at man havde valgt at aflyse alle kampe, stævner og arrangementer for alle rækker fra liga og nedefter, de kommende 14 dage efter.

## Struktur
På niveau 1-4 er strukturen ens for mænd og kvinder (bortset fra antallet af hold i håndboldligaen og dens efterfølgende slutspil). Nedenstående struktur gælder for sæsonen 2011-12.

### Niveau 1: Håndboldligaen
- Håndboldligaen for mænd består af 14 hold (26 kampe). Damehåndboldligaen består af 14 hold (26 kampe).
  - Efter grundspillet fortsætter otte hold (herrer) eller seks hold (damer) hold i et slutspil.
  - Fem hold fortsætter i et nedrykningsspil sammen med tre 1. divisionshold om fem pladser i den efterfølgende sæsons håndboldliga. Fra 2013/14 deltager kun nr. 10 og 11 i Damehåndboldligaen i et nedrykningsspil. Hvordan det foregår kan læses i artiklen om Damehåndboldligaen.
  - Ét hold rykker direkte ned i 1. division.

### Niveau 2: 1. division
- 1. division består af 14 hold (26 kampe).
  - Ét hold rykker direkte op i ligaen.
  - Tre hold deltager i et oprykningsspil sammen med fem hold fra ligaen om fem pladser i den efterfølgende sæsons håndboldliga.
  - 0-3 hold rykker direkte ned i 2. division. Antallet af direkte nedrykkere fra 1. division afhænger af antallet af direkte oprykkere fra 2. division.
  - To hold spiller playoffkampe mod et hold fra 2. division, for at undgå nedrykning til 2. division.

### Niveau 3-4: Danmarksturneringen
Danmarksturneringen er niveau 3-4 i ligasystemet. Niveau 3 betegnes 2. division, mens niveau 4 betegnes 3. division.

#### 2. division
- 2. division består af tre puljer á 12 hold (22 kampe).
  - De oprykningsberettigede puljevindere rykker direkte op. Et hold kan ikke rykke op, hvis klubben allerede har et hold i Håndboldligaen eller 1. division.
  - De tre toere spiller om to pladser i oprykningskampene mod to hold fra 1. division.
  - To hold fra hver pulje rykker direkte ned i 3. division.
  - Ét hold fra hver pulje spiller playoffkampe mod et 3. divisionshold, for at undgå nedrykning til 3. division.

Pulje 1 og 2 administreres af Jysk Håndbold Forbund, mens pulje 3 administreres af Håndbold Region Øst.

#### 3. division
- 3. division med seks puljer á 12 hold (22 kampe)
  - Oprykningsberettigede puljevindere rykker direkte op i 2. division
  - Toerne fra de seks puljer spiller playoffkampe om tre pladser i playoffkampene mod tre 2. divisionshold om oprykning til 2. division.
  - To hold fra hver pulje rykker direkte i distriktforbundenes højeste række.
  - Ét hold fra hver pulje spiller playoffkampe mod et hold fra distriktforbundenes højeste række for at undgå nedrykning til distriktforbundenes højeste række.

Pulje 1-4 administreres af Jysk Håndbold Forbund, mens pulje 5 og 6 administreres af Håndbold Region Øst.

### Niveau 5-9: Distriktforbundenes turneringer
På niveau 5 begynder opdelingen af turneringerne på de tre distriktsforbund, der hver har deres højst rangerende rækker.

#### Jylland
Jysk Håndbold Forbund administrerer Jyllandsserien på niveau 5. På niveau 6-9 administreres rækker af Jysk Håndbold Forbunds otte kredse.
- Jyllandsserien på niveau 5 består af seks puljer á 10 hold (18 kampe)
  - De seks puljevindere og de to bedste toere rykker direkte op i 3. division.
  - De resterende fire toere spiller playoffkampe om to pladser i playoffkampene mod 3. divisionshold om oprykning til 3. division.
  - To hold fra hver pulje rykker ned i Serie 1.

- Serie 1 på niveau 6. Hver af Jysk Håndbold Forbunds otte kredse arrangerer en Serie 1-turnering. Kreds 1 og 4 afvikler deres turnering på helårsbasis, mens de seks øvrige kredse afvikler deres Serie 1-turneringer på halvårsbasis.
  - Vinderne af de otte kredses serie 1-turneringer rykker op i Jyllandsserien.
  - Toerne i serie 1-turneringerne i de fire kredse, der sæsonen inden havde flest tilmeldte hold, rykker ligeledes op i Jyllandsserien.
  - Nedrykningsreglerne til fra Serie 1 er forskellige i de enkelte kredse.

- Turneringerne på niveau 7-9 er Serie 2, Serie 3 og Serie 4, som ligeledes arrangeres lokalt af de otte kredse.

#### Fyn
Fyns Håndbold Forbund administrerer håndboldturneringerne på Fyn på niveau 5-9.
- Fynsserien på niveau 5 består af en pulje med 12 hold. Turneringen afvikles på halvårsbasis med op-/nedrykning mellem Fynsserien og Serie 1 to gange om året.
  - I første turneringshalvdel spiller de tolv hold en enkeltturnering (11 kampe).
    - Ti hold går videre til anden turneringshalvdel.
    - De resterende to hold rykker ned i Serie 1.

  - I anden turneringshalvdel spiller de ti hold fra første turneringshalvdel sammen med to oprykkere fra Serie 1 en enkeltturnering (11 kampe).
    - Vinderen af anden turneringshalvdel rykker direkte op i 3. division.
    - Toeren i anden turneringshalvdel deltager i playoffkampene mod 3. divisionshold om oprykning til 3. division.
    - To hold fra anden turneringhalvdel rykker ned i Serie 1.

- Serie 1 på niveau 6 består af to puljer med 10 hold. Turneringen afvikles på halvårsbasis som enkeltturnering (9 kampe) med op- og nedrykning til Fynsserien og Serie 2 to gange om året.
  - I første turneringshalvdel spiller de to puljer en enkeltturnering (9 kampe)
    - De to puljevindere i første turneringshalvdel rykker op i Fynsserien.
    - Nr. 2, 3, 4 og 5 i de to puljer i første turneringshalvdel fortsætter i Serie 1 Fynsserien Kvalrækken sammen med de to nedrykkere fra Fynsserien.
    - Nr. 6, 7 og 8 i de to puljer i første turneringshalvdel fortsætter i Serie 1 Kvalrækken sammen med de fire oprykkere fra Serie 2.
    - Nr. 9 og 10 i de to puljer rykker ned i Serie 2.

  - I anden turneringshalvdel er turneringen opdelt i:
    - Serie 1 Fynsserien Kvalrækken (en pulje med 10 hold, 9 kampe), der spiller om to oprykningspladser til Fynsserien.
    - Serie 1 Kvalrækken (en pulje med 10 hold, 9 kampe), der spiller om at undgå nedrykning til Serie 2. Antallet af nedrykkere til Serie 2 afhænger af antallet af oprykkere fra Serie 2.

- Serie 2 på på niveau 7 består af højst fire puljer med højst 10 hold.
  - Der er oprykning til Serie 1 og nedrykning til Serie 3 to gange om året.
  - Puljevinderne i første turneringshalvdel rykker op i Serie 1 Kvalrækken, mens puljevinderne i anden turneringshalvdel rykker op i Serie 1.
  - Hver halvsæson rykker nr. 9 og 10 i hver pulje ned i Serie 3.

- Serie 3 på på niveau 8 består af puljer med højst 10 hold.
  - Der er oprykning til Serie 2 og nedrykning til Serie 4 to gange om året.
  - Hver halvsæson rykker puljevinderne op i Serie 2.
  - Hver halvsæson rykker nr. 9 og 10 i hver pulje ned i Serie 4.

- Serie 4 på på niveau 9 består af puljer med højst 10 hold.
  - Der er oprykning til Serie 3 to gange om året.
  - Hver halvsæson rykker puljevinderne op i Serie 3.

#### Resten af landet
Håndboldturneringerne på Sjælland, Lolland-Falster og Bornholm samt omkringliggende øer på niveau 5-9 administreres af Håndbold Region Øst.
- Kvalifikationsrækken på niveau 5 består af tre puljer med 12 hold (22 kampe).
  - Det bedste oprykningsberettigede hold i hver pulje rykker direkte op i 3. division.
  - Det næstbedste oprykningsberettigede hold i hver pulje spiller playoff-kampe mod et 3. divisionshold om oprykning til 3. division.
  - To hold fra hver pulje rykker direkte ned i Serie 1.
  - Et hold fra hver pulje spiller playoffkampe om at undgå de to pladser i playoffkampene om Serie 1-hold om at undgå nedrykning til Serie 1.

- Serie 1 på niveau 6 består af 40 hold, der inddeles i én pulje med hold fra Bornholm og fire puljer med hold fra resten af regionen.
  - Det bedste oprykningsberettigede hold i hver af de ikke-bornholmske puljer rykker direkte op i Kvalifikationsrækken.
  - Det næstbedste oprykningsberettigede hold i hver af de ikke-bornholmske puljer og vinderen af den bornholmske pulje spiller oprykningsspil om to oprykningspladser til Kvalifikationsrækken og to pladser i playoffkampene mod Kvalifikationsrækkehold om oprykning til Kvalifikationsrækken.
  - To hold fra hver af de ikke-bornholmske puljer rykker ned i Serie 2.
  - Et hold fra hver af de ikke-bornholmske puljer deltager i playoffkampe mod Serie 2-hold om at undgå nedrykning til Serie 2.
  - Der er ingen nedrykning fra den bornholmske Serie 1-pulje.

- Serie 2 på niveau 7 består af 72-88 hold, der inddeles i 8 puljer med 9-11 hold (16-22 kampe).
  - Det bedste oprykningsberettigede hold i hver pulje rykker direkte op i Serie 1.
  - Det næstbedste oprykningsberettigede hold i hver pulje deltager i oprykningsspil sammen med fire Serie 1-hold om fire pladser i Serie 1.
  - Tre hold fra hver pulje rykker ned i Serie 3.

- Serie 3 på niveau 8 består af puljer med 4-6 hold (6-10 kampe), der afvikles halvårligt.
  - Fra første turneringhalvdel fortsætter tre hold fra hver pulje i anden turneringshalvdels Serie 3 AA, hvorfra 12-20 hold rykker op i Serie 2.
  - De øvrige hold fra første turneringshalvdel fortsætter i anden turneringshalvdel i Serie 3 AB sammen med evt. nytilmeldte hold efter jul.

- Serie 4 på niveau 9 består af puljer med 4-6 hold (6-10 kampe), der afvikles halvårligt.

### Pyramideskema
Antallet af hold i de nederste niveauer vil naturligt variere og afhænge af antallet tilmeldte hold til turneringerne.
| Niveau | Liga                  | Rækker, antal hold                                    | Rækker, antal hold                                    | Rækker, antal hold                                    | Rækker, antal hold                                    | Rækker, antal hold                                    | Rækker, antal hold                                    | Rækker, antal hold                                    | Rækker, antal hold                                    | Rækker, antal hold                                    | Rækker, antal hold                                    | Rækker, antal hold                                    | Rækker, antal hold                                    | Rækker, antal hold                                    |
| ------ | --------------------- | ----------------------------------------------------- | ----------------------------------------------------- | ----------------------------------------------------- | ----------------------------------------------------- | ----------------------------------------------------- | ----------------------------------------------------- | ----------------------------------------------------- | ----------------------------------------------------- | ----------------------------------------------------- | ----------------------------------------------------- | ----------------------------------------------------- | ----------------------------------------------------- | ----------------------------------------------------- |
| 1      | Håndbold- ligaen      | Håndboldligaen / Damehåndboldligaen 14 hold / 12 hold | Håndboldligaen / Damehåndboldligaen 14 hold / 12 hold | Håndboldligaen / Damehåndboldligaen 14 hold / 12 hold | Håndboldligaen / Damehåndboldligaen 14 hold / 12 hold | Håndboldligaen / Damehåndboldligaen 14 hold / 12 hold | Håndboldligaen / Damehåndboldligaen 14 hold / 12 hold | Håndboldligaen / Damehåndboldligaen 14 hold / 12 hold | Håndboldligaen / Damehåndboldligaen 14 hold / 12 hold | Håndboldligaen / Damehåndboldligaen 14 hold / 12 hold | Håndboldligaen / Damehåndboldligaen 14 hold / 12 hold | Håndboldligaen / Damehåndboldligaen 14 hold / 12 hold | Håndboldligaen / Damehåndboldligaen 14 hold / 12 hold | Håndboldligaen / Damehåndboldligaen 14 hold / 12 hold |
| 2      | 1. division           | 1. division 14 hold                                   | 1. division 14 hold                                   | 1. division 14 hold                                   | 1. division 14 hold                                   | 1. division 14 hold                                   | 1. division 14 hold                                   | 1. division 14 hold                                   | 1. division 14 hold                                   | 1. division 14 hold                                   | 1. division 14 hold                                   | 1. division 14 hold                                   | 1. division 14 hold                                   | 1. division 14 hold                                   |
| 3      | Danmarks- turneringen | 2. division 3 puljer a 12 hold                        | 2. division 3 puljer a 12 hold                        | 2. division 3 puljer a 12 hold                        | 2. division 3 puljer a 12 hold                        | 2. division 3 puljer a 12 hold                        | 2. division 3 puljer a 12 hold                        | 2. division 3 puljer a 12 hold                        | 2. division 3 puljer a 12 hold                        | 2. division 3 puljer a 12 hold                        | 2. division 3 puljer a 12 hold                        | 2. division 3 puljer a 12 hold                        | 2. division 3 puljer a 12 hold                        | 2. division 3 puljer a 12 hold                        |
| 4      | Danmarks- turneringen | 3. division 6 puljer a 12 hold                        | 3. division 6 puljer a 12 hold                        | 3. division 6 puljer a 12 hold                        | 3. division 6 puljer a 12 hold                        | 3. division 6 puljer a 12 hold                        | 3. division 6 puljer a 12 hold                        | 3. division 6 puljer a 12 hold                        | 3. division 6 puljer a 12 hold                        | 3. division 6 puljer a 12 hold                        | 3. division 6 puljer a 12 hold                        | 3. division 6 puljer a 12 hold                        | 3. division 6 puljer a 12 hold                        | 3. division 6 puljer a 12 hold                        |
| 5      | Lokale rækker         | Jyllandsserien 6 puljer a 10 hold                     | Jyllandsserien 6 puljer a 10 hold                     | Jyllandsserien 6 puljer a 10 hold                     | Jyllandsserien 6 puljer a 10 hold                     | Jyllandsserien 6 puljer a 10 hold                     | Jyllandsserien 6 puljer a 10 hold                     | Jyllandsserien 6 puljer a 10 hold                     | Jyllandsserien 6 puljer a 10 hold                     | Fynsserien 12 hold                                    | Fynsserien 12 hold                                    | Kvalifikationsrækken 3 puljer a 12 hold               | Kvalifikationsrækken 3 puljer a 12 hold               | Kvalifikationsrækken 3 puljer a 12 hold               |
| 6      | Lokale rækker         | JHF Kreds 1 Serie 1 12 hold                           | JHF Kreds 2 Serie 1 12 hold                           | JHF Kreds 3 Serie 1A 18 hold                          | JHF Kreds 4 Serie 1 20 hold                           | JHF Kreds 5 Serie 1 12 hold                           | JHF Kreds 6 Serie 1 18 hold                           | JHF Kreds 7 Serie 1 12 hold                           | JHF Kreds 8 Serie 1 18 hold                           | FHF Serie 1 2 puljer a 10 hold                        | FHF Serie 1 2 puljer a 10 hold                        | HRØ Serie 1 4 puljer a 10 hold                        | HRØ Serie 1 4 puljer a 10 hold                        | HRØ Serie 1 Bornholm ca. 7 hold                       |
| 7      | Lokale rækker         | JHF Kreds 1 Serie 2 24 hold                           | JHF Kreds 2 Serie 2 24 hold                           | JHF Kreds 3 Serie 2A 36 hold                          | JHF Kreds 4 Serie 2 30 hold                           | JHF Kreds 5 Serie 2 24 hold                           | JHF Kreds 6 Serie 2 24 hold                           | JHF Kreds 7 Serie 2 24 hold                           | JHF Kreds 8 Serie 2 30 hold                           | FHF Serie 2 3 puljer a 10 hold                        | FHF Serie 2 3 puljer a 10 hold                        | HRØ Serie 2 8 puljer a 9-11 hold                      | HRØ Serie 2 8 puljer a 9-11 hold                      |                                                       |
| 8      | Lokale rækker         | JHF Kreds 1 Serie 3 36 hold                           | JHF Kreds 2 Serie 3 ca. 36 hold                       | JHF Kreds 3 Serie 3A 36 hold                          | JHF Kreds 4 Serie 3 20 hold                           | JHF Kreds 5 Serie 3 24 hold                           | JHF Kreds 6 Serie 3 40 hold                           | JHF Kreds 7 Serie 3 18 hold                           | JHF Kreds 8 Serie 3 30 hold                           | FHF Serie 3 Puljer a 10 hold                          | FHF Serie 3 Puljer a 10 hold                          | HRØ Serie 3 Puljer a 4-6 hold                         | HRØ Serie 3 Puljer a 4-6 hold                         |                                                       |
| 9      | Lokale rækker         | JHF Kreds 1 Serie 3 ca. 48 hold                       |                                                       | JHF Kreds 3 Serie 4A ca. 12 hold                      | JHF Kreds 4 Serie 4 ca. 30 hold                       |                                                       | JHF Kreds 6 Serie 4 ca. 18 hold                       |                                                       | JHF Kreds 8 Serie 4 ca. 18 hold                       | FHF Serie 4 Puljer a 10 hold                          | FHF Serie 4 Puljer a 10 hold                          | HRØ Serie 3 Puljer a 4-6 hold                         | HRØ Serie 3 Puljer a 4-6 hold                         |                                                       |

## Europa Cup
De hold, der slutter øverst efter slutspillet i Håndboldligaen, kvalificerer sig til følgende europæiske turneringer, der dog kan variere i hver sæson alt efter Danmarks placering på EHF's koefficientrangliste. Efter sæsonen 2010/11 havde de danske hold adgang til disse turneringer via Håndboldligaen:
| Nr.                 | Herrer           | Damer            |
| ------------------- | ---------------- | ---------------- |
| 1                   | Champions League | Champions League |
| 2                   | Champions League | CL-kvalifikation |
| 3                   | EHF Cup          | EHF Cup          |
| 4                   | EHF Cup          | EHF Cup          |
| CL=Champions League |                  |                  |

Efter sæsonen 2011/12 havde de danske hold adgang til disse turneringer via Håndboldligaen:
| Nr. | Herrer           | Damer            |
| --- | ---------------- | ---------------- |
| 1   | Champions League | Champions League |
| 2   | European Cup     | CL-kvalifikation |
| 3   | Challenge Cup    | EHF Cup          |
| 4   | -                | EHF Cup          |
|     | Kilde            | Kilde            |

Efter sæsonen 2012/13 kvalificerer følgende hold sig til de europæiske turneringer via Håndboldligaen:
| Nr. | Herrer                                                    | Damer                                                     |
| --- | --------------------------------------------------------- | --------------------------------------------------------- |
| 1   | Champions League                                          | Champions League                                          |
| 2   | Champions League                                          | CL-kvalifikation                                          |
| 3   | EHF European Cup                                          | EHF Cup                                                   |
| 4   | -                                                         | EHF Cup                                                   |
|     | Kilde (PDF) Arkiveret 16. august 2012 hos Wayback Machine | Kilde (PDF) Arkiveret 16. august 2012 hos Wayback Machine |

Hvis de forsvarende mestre i EHF Cup'en kommer fra Danmark, har Danmark et hold mere med, da de forsvarende mestre er sikret deltagelse i samme turnering sæsonen efter. Kvalificerer holdet sig Champions League via Håndboldligaen, erstattes de som forsvarende mestre dog med et andet dansk hold. Det samme gælder normalt også i Champions League for kvinder, men der forbeholder EHF sig ret til at invitere et andet hold med, da Danmark i forvejen har to pladser i Champions League. De forsvarende mestre i herrernes Champions League er ikke sikret deltagelse året efter.